# Topo do Mundo
"Topo do Mundo" é uma canção gravada pela cantora brasileira Daniela Mercury para seu oitavo álbum de estúdio Balé Mulato (2005). Foi lançada como o primeiro single do álbum em 11 de outubro de 2005 pela EMI.

## Informação
A canção foi composta por Jauperi em conjunto com Gigi, para o oitavo álbum de estúdio de Mercury, Balé Mulato (2005).

## Vídeo musical
O vídeo musical acompanhante para "Topo do Mundo" foi digirido por Lírio Ferreira, e gravado no início de outubro de 2005 no Morro dos Prazeres, no Rio de Janeiro. Inspirado pelo Mito de Penélope, no vídeo Mercury interpreta uma costureira em um barracão de escola de samba à espera do seu amor. interpretado pelo ator Rocco Pitanga que se encontra preso não se sabe bem o porquê. Ela trabalha em seu vestido de porta-bandeira, preparando-se para o Carnaval.

## Apresentações ao vivo
Como parte da turnê de divulgação para "Topo do Mundo", Mercury interpretou a canção em 30 de novembro de 2005 no programa da Rede Globo, Mais Você. A cantora também foi ao Programa do Jô em 8 de dezembro para falar sobre o álbum e o cancelamento de seu show no Vaticano devido à sua posição favorável ao uso de preservativos como forma de prevenção à AIDS, além de ter cantado "Topo do Mundo" e seu sucesso anterior "Ilê Pérola Negra (O Canto do Negro)", de seu álbum Sol da Liberdade (2000). Já no dia 18, performou a canção no Estação Globo, apresentado por Ivete Sangalo. No dia seguinte, em 19 de dezembro, ela compareceu ao programa Hebe, apresentado por Hebe Camargo no SBT, e novamente cantou "Topo do Mundo". Em fevereiro de 2006, Mercury foi a Portugal para divulgar a canção, aparecendo em diversos programas da televisão portuguesa, como HermanSIC e Só Visto! da RTP, e K7 Pirata da SIC.